# Troisième nerf occipital
Le troisième nerf occipital est un nerf de la région cervicale.

## Origine
Le troisième nerf occipital nait de la branche postérieure du troisième nerf cervical.

## Trajet
Le troisième nerf occipital monte en dedans ou à travers le muscle semi-épineux de la tête, traverse le muscle trapèze au-dessous de la protubérance occipitale externe et se ramifie dans le cuir chevelu.
Il s'anastomose avec le nerf grand occipital formant la deuxième anse du plexus nerveux cervical postérieur.

## Zone d'innervation
Le troisième nerf occipital innerve la peau de la région de la protubérance occipitale externe.